# Liste des divinités de l'agriculture
Cet article recense les dieux et déesses de l'agriculture, dieux dont l'esprit tutélaire était l'agriculture, qu'il s'agisse de l'agriculture en général ou d'une ou de plusieurs spécialités du domaine. La culture ou la religion d'origine de chaque dieu est répertoriée.

## Dieux spécifiques
- Abellio - Celtique
- Acan - Maya
- Äkräs - Finlandais
- Amaethon - Celtique
- Attis - Grec
- Azaka Medeh - Voodoo
- Bassareus - Thraces
- Chaquén - Muisca
- Cronos - Grec
- Dagda - Celtique
- Dagon - Cananéen
- Daikokuten - Japonais
- Dan Petro - Voodoo
- Demeter - Grec
- Dewi Sri - Bali et Javanais
- Emesh - Mésopotamien
- Enbilulu - Mésopotamien
- Enkimdu - Mésopotamien
- Enten - Mésopotamien
- Esus - Celtique
- Freyr - Norrois
- Hainuwele - Maluku
- Ḫapantali - Hittite
- Hennil - Slave
- Hermès - Grec
- Hoori - Japonais
- Ixtlilton - Aztec
- Jarilo - Slave
- Kokopelli - Amérindien
- Kukulkan - Maya
- Kus - Mésopotamien
- Lahar - Mésopotamie
- Mahākāla - Hindou
- Maris - étrusque
- Neper - égyptien
- Ninurta - Mésopotamien
- Nisroch - Mésopotamien
- Nulgupjisin - Coréen
- Nyai Pohaci Sanghyang Asri - Soundanais
- Oko - Yoruba
- Kuninushi - japonais
- Osiris - égyptien
- Pa-cha - chinois
- Shennong - Chinois
- Houji - Chinois
- Patecatl - Aztec
- Peko - Finlandais
- Philomelus - Grec
- Portunus - Grec
- Q'uq'umatz - Maya
- Radegast - Slave
- Rongo - Maori
- Shezmu - égyptien
- Sucellus - Celtique
- Sumugan - Mésopotamien
- Takeminakata - Japonais
- Tammuz - Mésopotamien
- Telipinu - Hittite
- Ukko - Finlandais
- Veles - Slave
- Météo dieu de Nerik - Hittite
- Xipe Totec - Aztec
- Xochipilli - Aztec
- Agathodaemon - Grec
- Dieu du maïs Maya - Maya